# Timidilato sintasi (FAD)
La timidilato sintasi (FAD) è un enzima appartenente alla classe delle transferasi, che catalizza la seguente reazione:
5,10-metilenetetraidrofolato + dUMP + FADH2 ⇄ dTMP + tetraidrofolato + FAD
Il FMN può sostituire FAD. La reazione descritta sopra è diversa da quella della classica timidilato sintasi, o ThyA (numero EC 2.1.1.45).